# Кононов, Андрей Николаевич
Андре́й Никола́евич Ко́нонов (14 [27] октября 1906, Санкт-Петербург — 30 октября 1986, Ленинград) — советский лингвист-тюрколог. Доктор филологических наук, профессор. Председатель Советского комитета тюркологов (1973—1986). Академик АН СССР (1974), заслуженный деятель науки Узбекской ССР (1979).

## Биография
В 1930 году окончил турецкое отделение Ленинградского восточного института (ЛВИ).
Учителями Андрея Николаевича были выдающиеся востоковеды: В. В. Бартольд, Е. Э. Бертельс, Н. К. Дмитриев, С. Е. Малов, А. Н. Самойлович.
В 1932—1938 гг. Андрей Николаевич работал преподавателем турецкого языка, а в 1933—1936 гг. был аспирантом ЛВИ.
С 1934 по 1981 г., то есть в течение 48 лет, преподавал на кафедре тюркской филологии Восточного факультета Ленинградского государственного университета, которой заведовал в течение 24 лет — с 1949 по 1972 г. С 1938 г. до конца жизни он был сотрудником Ленинградского отделения Института востоковедения Академии наук СССР.
1953—1954 гг. — декан Восточного факультета ЛГУ.
1961—1963 гг. — заведующий Ленинградским отделением Института востоковедения Академии наук СССР.
Умер через три дня после 80-летнего юбилея. Похоронен на Богословском кладбище Санкт-Петербурга.

## Научные и организационные достижения
55 лет своей жизни А. Н. Кононов посвятил научной и педагогической деятельности, оставив заметный след как на поприще воспитания научных кадров, так и — в виде свыше 250 опубликованных трудов — в сфере исследовательской деятельности, в частности в области тюркской грамматики, лексикологии, текстологии, этимологии, истории, востоковедения.
Первой крупной работой А. Н. Кононова стал, вышедший в свет в 1934 году совместный труд с Хикметом Джевдет-заде «Грамматика современного турецкого языка», затем последовали: в 1941 г.— «Грамматика турецкого языка», в 1948 г. — «Грамматика узбекского языка», в 1956 г. — «Грамматика современного турецкого литературного языка» (М.; Л.), в 1960 г. — «Грамматика современного узбекского литературного языка» (М.; Л.).
Под руководством Андрея Николаевича регулярно проводились всесоюзные тюркологические конференции. В их организации и проведении принимали участие сотрудники кафедры тюркской филологии Восточного факультета ЛГУ и тюрко-монгольского кабинета Ленинградского отделения Института востоковедения Академии наук СССР.

При выборах действительных членов АН в 1968 г. А. Н. Кононов был одним из наиболее реальных претендентов. Однако в соответствии с «решением партии и правительства» Академия наук должна была избрать академиком представителя «братской республики» — Г. В. Церетели. Кононов проявил полное понимание ситуации и снял свою кандидатуру накануне выборов. В истории Академии наук это был, по-видимому, второй случай (после Н. И. Ильминского), когда кандидат, «в интересе науки, которой он искренно предан, и в интересе Академии, к которой он издавна принадлежит как член-корреспондент», отклонил возможность занять место действительного члена АН. Благодаря этому А. Н. Кононов сумел поставить себя в Отделении языка литературы и языка АН так, что его просьбы касательно организации журнала «Советская тюркология», а затем и учреждения Советского комитета тюркологов встречали благоприятное отношение
— Галина Благова
Кононов был инициатором создания в 1973 году и бессменным председателем Советского комитета тюркологов, который сыграл большую роль в деле координации и интенсификации исследовательской работы в области тюркологии на всей территории бывшего СССР, способствовал личному сближению и сотрудничеству тюркологов Российской Федерации и тюркоязычных союзных республик.